# Carry On Henry
Carry On Henry è un film del 1971 diretto da Gerald Thomas.
Si tratta del 21° film della serie Carry On e racconta una storia inventata con Sid James nel ruolo di Enrico VIII. Il titolo originale alternativo del film era Anne of a Thousand Lays, una parodia del film Anna dei mille giorni con Richard Burton.
La canzone iniziale è una versione di Greensleeves, di Eric Rogers.

## Trama
Enrico VIII ha appena sposato Maria di Normandia ed è ansioso di consumare il matrimonio. Purtroppo per lui, la moglie continua a mangiare aglio e si rifiuta di smettere. Deciso a liberarsi di lei nel suo solito modo, Enrico deve trovare il modo di farlo senza provocare una guerra con il cugino di Maria, il re di Francia.

## Riprese e location
Le riprese del film hanno avuto luogo dal 12 ottobre al 27 novembre 1970. Le riprese in interni si sono svolte presso i Pinewood Studios nel Buckinghamshire mentre quelle in esterno si sono svolte presso il Windsor Great Park, il Castello di Windsor e la Knebworth House.